# Dirk Hupe (Künstler)
Dirk Hupe (* 1960 in Essen; † 2021 in Mülheim/Ruhr) war ein deutscher Künstler. Er lebte und arbeitete im Ruhrgebiet.

## Leben
Dirk Hupe studierte von 1980 bis 1986 Germanistik und Philosophie an der Heinrich-Heine-Universität Düsseldorf. Danach studierte er Kommunikations-Design an der Universität Duisburg-Essen und schloss 1990 als Diplom-Designer in freier Malerei und Fotografie ab; von 1993 bis 1994 hielt er sich mit einem DAAD-Jahresstipendium an der Artez Hogeschool voor de kunsten Arnhem auf und absolvierte 1994 das Postakademische Examen der Ateliers Arnhem. Er hat in den vergangenen Jahren an der Universität-Gesamthochschule Essen, später der Universität Duisburg-Essen, der Universität Witten/Herdecke und an der Fachhochschule Dortmund gelehrt. Im Laufe seiner künstlerischen Karriere erhielt er Förderungen, Kunstpreise und Stipendien und war zuletzt 2010 Artist in Residence an der Universität Witten/Herdecke.
Ausstellungen in Museen, Kunstvereinen, Multimediafestivals und Galerien wurden bislang unter anderem in Europa, Japan, China, Russland, Korea und Neuseeland gezeigt. Seine Installationen, Bilder und Objekte sind in zahlreichen öffentlichen und privaten Sammlungen vorhanden. Er beteiligte sich an der Art Cologne Köln, Contemporary Art Ruhr Essen, Art Karlsruhe, InterArt Moskau und dem Salon du Printemps Luxembourg.
Im Jahr 2017 zeigte er in seinem Atelier Arbeiten aus drei Jahrzehnten. 2020 erhielt er zusammen mit Josep Cornellà (Chemie) den von der Sparkasse Mülheim ausgelobten Ruhrpreis für Kunst und Wissenschaft der Stadt Mülheim an der Ruhr. Seine Bildrechte liegen bei der Verwertungsgesellschaft Bild-Kunst.

## Werk
„Die Funktionalität der Schrift als Informationsträger ist gestört. Komplexe Sinnzusammenhänge werden durch die Unlesbarkeit sprachlicher Benennungen unerreichbar. […] Aus diesen Buchstabenformen heraus entwickelt sich eine Eigendynamik, die auf unbenannte, unbekannte Sinninhalte verweist.“

Dirk Hupes Kunst ist der Beschäftigung mit der Schrift geprägt, die sich durch sein gesamtes Werk zieht. Das Erscheinungsbild und die Materialität der Buchstaben sind dabei ebenso wichtig wie der Inhalt des Geschriebenen, der bisweilen kaum noch erkennbar ist, ohne ganz zu verschwinden. Seine Arbeiten umfassen Bilder, Objekte, Installationen und Computerarbeiten, die geprägt sind von der Auseinandersetzung mit der Materialität der Schrift und des Schriftträgers und von der Untersuchung, wie Bedeutungen sich durch die Verschiebungen, Brechungen und Verfremdungen des Materials erhalten, zersplittern oder zu bloßen Spuren werden. Begriffe wie Restzeichen, Zeichenreste, Schichtung, Präparation und Dekonstruktion, die sich in den Titeln von Werkserien und Katalogen finden, versuchen dies zu beschreiben.
Die malerischen Gesten, die sich in frühen Arbeiten finden, treten im Laufe der Jahre zugunsten einer Verwendung von bearbeiteter Druckschrift und einer Betonung der unterschiedlichen Materialien – Farbe, Papier, Glas, Metall, Silikon etc. – selbst zurück. Die Objekthaftigkeit dieser Arbeiten ist durchzogen von medialen Brechungen, etwa durch den Einsatz von Computerprojektionen und Kopiervorgängen im Herstellungsprozess. Dabei sind die handwerkliche Dimension der Herstellung von Bildobjekten und anderen Darstellungsformen, die Beschäftigung mit kunsthistorischen Vorbildern und literarischen und philosophischen Texten, von der nur Spuren zurückbleiben, und das Thema der Schrift und ihrer Lesbarkeit von gleichrangiger Bedeutung.
Seine Installationen setzen sich mit den konkreten Gegebenheiten der jeweiligen Räume (neben Galerien und Museen auch Kirchen, Verwaltungsgebäude u. a.) auseinander und greifen in sie ein, wobei sie oft auf industriell produzierte Materialien zurückgreifen.
In den letzten Arbeiten lässt sich eine Rückkehr der malerischen und schreibenden Geste feststellen, die zu einer neuen Form des Ausdrucks führt. Sie tritt sowohl als eigenständige Form auf Leinwandarbeiten als auch in Form von Übermalungen auf.

## Studium/Lehraufträge
- 1980–1986: Studium an der Philosophischen Fakultät der Universität Düsseldorf
- 1986–1990: Studium Kommunikations-Design an der Universität GH-Essen ehemalig Folkwang-Schule, Abschluss: Diplom-Design u. a. bei László Lakner
- 1994: Postakademisches Examen Ateliers Arnhem (hogeschool voor de kunsten)
- 1997–2008: Lehrauftrag an der Universität GH Essen und an der Universität Witten/Herdecke
- 2011–2012: Lehrauftrag an der Fachhochschule Dortmund University of Applied Sciences and Arts — Fachbereich Design
- 2012–2014: Lehrauftrag, Luisenschule Gymnasium in Mülheim an der Ruhr
- 2014–2021: Lehrauftrag an der Willy Brandt Gesamtschule in Mülheim an der Ruhr

## Stipendien/Kunstpreise
- 1993–1994: DAAD-Jahresstipendium, Niederlande
- 1998: Märkisches Stipendium für bildende Kunst
- 1997–1999: Atelier und Arbeitsstipendium der Sutter-Gruppe
- 2000: Stipendium des Landes Schleswig-Holstein, Künstlerhaus Eckernförde
- 2001: 1. Preis, Kunstpreis 2001 des vestischen Künstlerbundes Recklinghausen
- 2005: 1. Preis, Kunstpreis der Ev. Kirchen in Essen
- 2010–2011: „Artist in Residence“ Universität Witten-Herdecke im Studiengang Fundamentale
- 2011: 2. Platz, Kunst am Bau Wettbewerb, Kassel (Martinskirche)
- 2013: 1. Platz, Kunst am Bau Wettbewerb, Lutherkirche/Lutherplatz, Kassel und Realisierung

## Einzelausstellungen/Gruppenausstellungen
- 1988: Preis für junge europäische Fotografen, Museum Ludwig, Köln (G)
- 1989: Klasse Lazlo Lakner, Galerie Heimeshoff, Essen (G)
- 1991: Galerie Leuchter, Düsseldorf (E)
- 1991: Malerei und Buchobjekte, Kunsthaus Essen, Essen (E)
- 1992: Galerie Schütte, Essen (G)
- 1995: Galerie Henn, Maastricht/NL (G)
- 1996: Les Brasseurs, Lüttich/Belgien (G)
- 1997: Wrexham Arts Center, Wrexham, Great Britain(G)
- 1998: Museum Bochum, Bochum (E)
- 1999: Museen der Stadt Lüdenscheid, Lüdenscheid (E)
- 1999: Städtische Galerie Gladbeck, Gladbeck (E)
- 2002: Verein für aktuelle Kunst, Oberhausen (E)
- 2004: Museum Folkwang, EKK, Essen (G)
- 2005: Galerie Heimeshoff, Essen (E)
- 2005: Kunstmuseum Mülheim an der Ruhr (In der Alten Post), Mülheim a.d.R., (E)
- 2005: Stadtgalerie im Elbeforum Brunsbüttel, Brunsbüttel
- 2007: Kunstverein Bruchsal, Bruchsal (E)
- 2007: Kunstverein Bruchsal, Bruchsal (E)
- 2007: Kunstverein Gelsenkirchen e.V., Gelsenkirchen (G)
- 2008: Kunstverein Rhein-Sieg, Siegburg (E)
- 2009: Galerie Heimeshoff, Roger Schimanski, Essen (E)
- 2011: Märkisches Museum Witten (E)
- 2012: Casper Ludwig Friedrich Opländer Stiftung, Dortmund/Peking(G)
- 2014: „Ruhr – Kunst -– Szene“, Kunsthalle Recklinghausen „Ruhr – Kunst – Szene“, Kunsthalle Recklinghausen (G)
- 2014: Museum Kalkar, Kalkar (E)
- 2015: Kunstkirche Bochum, Bochum[8] (E)
- 2015: pro arte | Ulmer Kunststiftung, Ulm (zusammen mit Birte Horn)
- 2016: Galerie Frank Schlag & Cie., Essen[9] (E)
- 2017: Verein für aktuelle Kunst Ruhrgebiet e.V. Oberhausen(G)
- 2019: Galerie Frank Schlag & Cie., Essen (E)
- 2019: Von der Heydt Museum Wuppertal (Neuerwerbungen ...)
- 2020: Galerie Frank Schlag & Cie., Essen (G)
- 2020: Marburger Kunstverein (G)

(G)= Gemeinschaftsausstellung; (E)= Einzelausstellung

## Arbeiten in öffentlichen Sammlungen
- Ludwiggalerie Schloss Oberhausen, Oberhausen
- Märkisches Museum Witten, Witten
- Museen der Stadt Lüdenscheid, Lüdenscheid
- Stadt Essen, Essen
- Rheinisches Landesmuseum Bonn, Bonn
- Kunstmuseum Mülheim a. d. Ruhr, Mülheim an der Ruhr
- Kunsthalle Recklinghausen, Recklinghausen
- Museum Bochum, Bochum
- Museum Gelsenkirchen, Gelsenkirchen
- Von der Heydt Museum, Wuppertal

## Messebeteiligungen
- Art Cologne, Köln
- Contemporary Art Ruhr, Essen
- Art Karlsruhe
- Salon du Printemps, Luxenbourg
- InterArt, Moskau

## Kataloge
- Dirk Hupe, "...the beastly theory of images and signs...". Druckverlag Kettler, Dortmund 2016.
- Dirk Hupe - "... the beastly theory of types ...". Druckverlag Kettler, Dortmund 2014, ISBN 978-3-86206-406-9.
- Dirk Hupe : Ver-zeichnungen, Zeichenfelder, Leerzeichen, Outlines .... Druckverlag Kettler, Dortmund 2011, ISBN 3-86206-073-X.
- Cut-ups : Ver-zeichnungen ; Samuel Beckett ... und ich. Druckverlag Kettler, Dortmund 2010, ISBN 3-86206-114-0.
- Dirk Hupe, Sprachräume. Druck und Verlag Niessen, 1998, ISBN 3-931326-14-4.